# سی‌اف‌بی موس جو
سی‌اف‌بی موس جو (به انگلیسی: CFB Moose Jaw) (به زبان بومی: Moose Jaw/Air Vice Marshal C.M. McEwen Airport) یک فرودگاه نیروهای مسلح کانادا با کد یاتا YMJ است که یک باند فرود آسفالت دارد و طول باند آن ۱۰۳۶ متر است. این فرودگاه در کشور کانادا قرار دارد و در ارتفاع ۵۷۷ متری از سطح دریا واقع شده‌است.